# کن ایچیکاوا
کُن ایچیکاوا (به ژاپنی: 市川 崑) ‏(۲۰ نوامبر ۱۹۱۵ – ۱۳ فوریه ۲۰۰۸) کارگردان سینمای اهل ژاپن بود. شهرت او بیشتر به‌خاطر ساخت فیلم‌هایی با اقتباس از آثار ادبیات ژاپن و به‌ویژه کارگردانی فیلم چنگ‌های برمه‌ای بوده‌است. ساختن فیلم‌های مستندی مانند المپیاد توکیو (۱۹۶۵) به شهرت او افزود.

## زندگی و حرفه
ایچیکاوا در سال ۱۹۱۵ در غرب ژاپن به دنیا آمد. همسر او «ناتو وادا» نیز فیلم‌نامه‌نویس بود، که در خلق بسیاری از آثار مهم‌اش با او همکاری کرد. ایچیکاوا با آثار خود جایزه‌های زیادی را از جشنواره‌های گوناگون سینمایی مانند کن و لوکارنو به‌دست آورد. او آخرین فیلم خود را در سال ۲۰۰۶ با نام خاندان اینوگامی (بازسازی فیلم خودش، ۱۹۷۶) کارگردانی کرد. ایچیکاوا در سن ۹۲ سالگی بر اثر بیماری ذات الریه درگذشت.

## گزیدهٔ فیلم‌شناسی
- چنگ برمه‌ای (۱۹۵۶)
- پل ژاپن (۱۹۵۶)
- مردان توهوکو (۱۹۵۷)
- آتش در دشت (۱۹۵۹)
- وسوسه غریب (۱۹۵۹)
- مطرود (۱۹۶۲)
- وصیت‌نامه یک زن (۱۹۶۳)
- تنها در اقیانوس آرام (۱۹۶۳)
- المپیاد توکیو (مستند، ۱۹۶۵)
- من یک گربه هستم (۱۹۷۵)
- جزیره شیطان (۱۹۷۸)
- خواهران ماکیوکا (۱۹۸۴)
- شاهزاده خانمی از ماه (۱۹۸۷)
- ۴۷ رونین (۱۹۹۴)
- دورا-هیتا (گربه ولگرد) (۲۰۰۰)
- خاندان اینوگامی (۲۰۰۶)